# Samtredia (municipalité)
La municipalité de Samtredia (en géorgien : სამტრედიის მუნიციპალიტეტი) est un district de la région Iméréthie, en Géorgie, dont la ville principale est Samtredia.  
Il compte 48 500 habitants au 1er janvier 2016 selon l'Office national des statistiques de Géorgie.    